# Makie
Il makie  (蒔絵?, Makie) è una tecnica giapponese di laccatura.

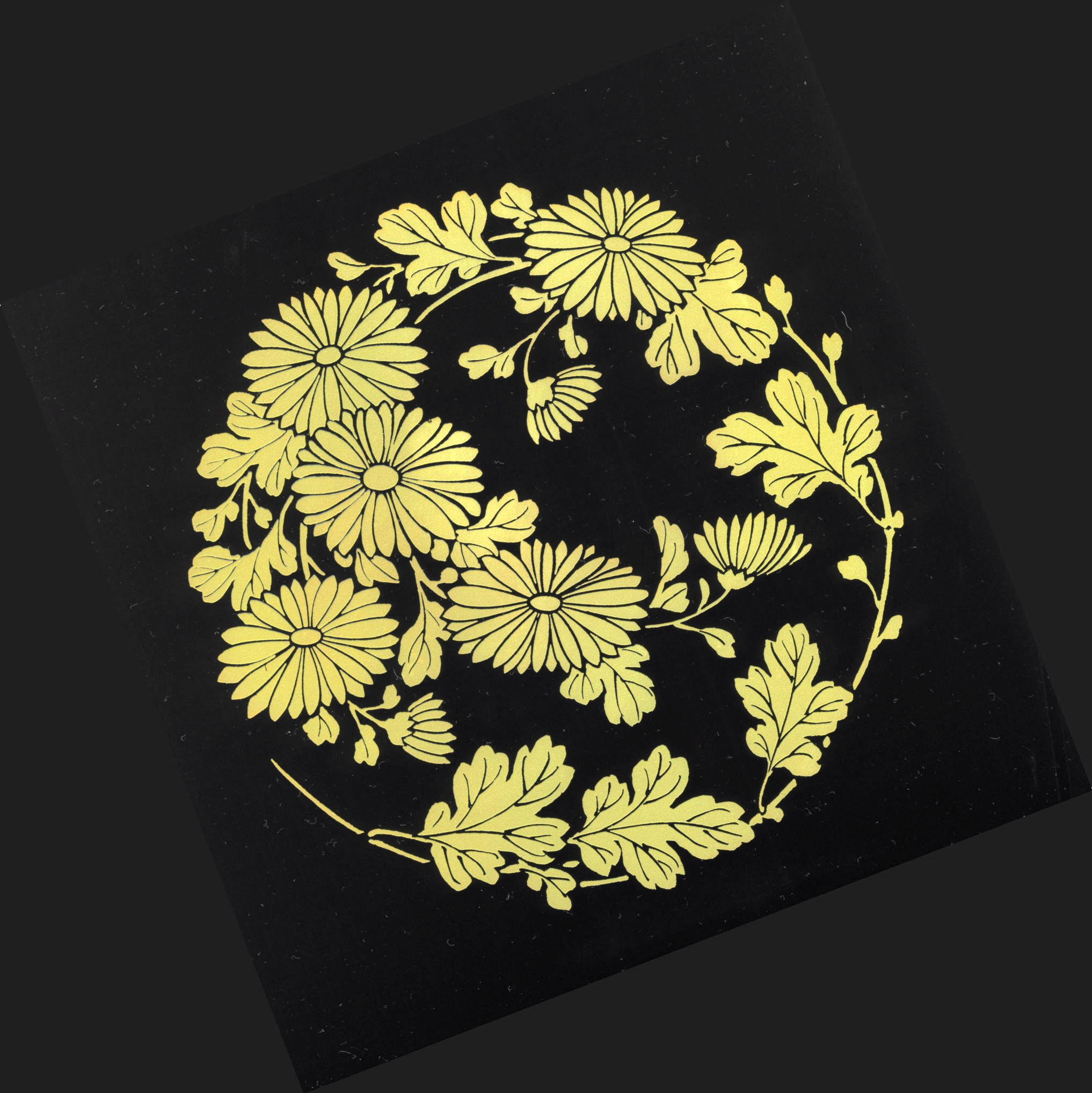
Makie

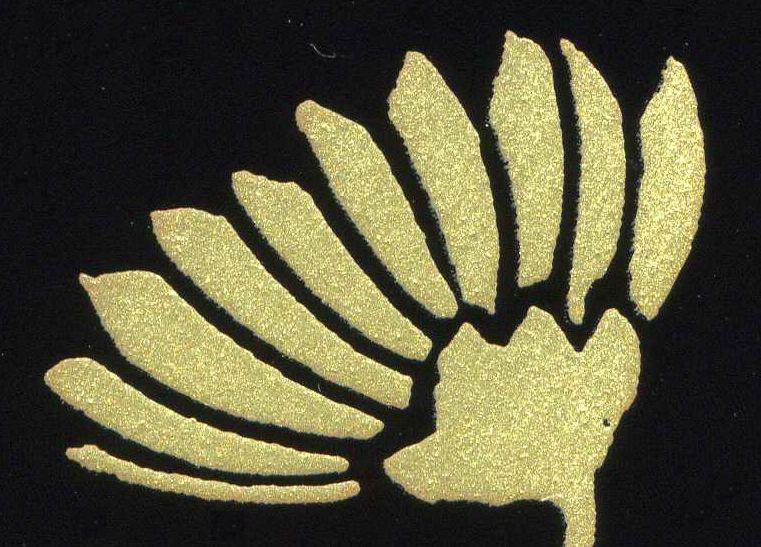
Particolare del makie

## Storia
Il makie è una tipologia di laccatura giapponese nata intorno al IX secolo e sviluppatasi nel corso dei secoli, dando origine a varie tecniche, sia decorative che di realizzazione del fondo. Colui che utilizza questa tecnica decorativa è chiamato makieshi.

### Le tecniche per il fondo
Le tecniche per la realizzazione del fondo, ovvero lo strato di lacca che ricopre l'oggetto, hanno vari nomi: usumaki quando il fondo è cosparso leggermente, ikakeji se il fondo è totalmente coperto e l'oggetto assume una parvenza metallica e chūmaki se l'effetto finale si pone tra l'usumaki e l'ikakeji.
Altra tecnica è il nashiji, che consiste nell'utilizzo di piccole particelle di metallo prezioso ricoperte di lacca di color giallo trasparente.

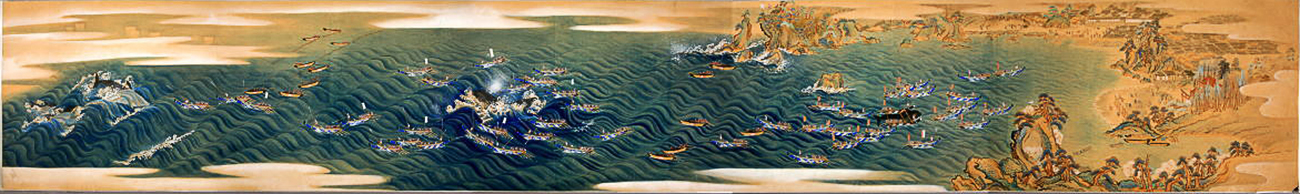
Caccia tradizionale a Taiji, raffigurata su un maki-e del periodo Edo

### Decorazioni

#### Takamakie
Il takamakie consiste nell'esaltare i disegni in rilievo sulla laccatura con polvere d'oro o d'argento.

#### Hiramakie
L'hiramakie consiste nella tecnica di mischiare la laccatura con metalli preziosi in polvere e lucidare l'oggetto lavorato sino ad ottenere una superficie liscia. Una variante di questo tipo di makie è il Kodaiji makie, che prende il nome dal tempio omonimo. In questa particolare lavorazione il metallo prezioso (oro e argento) è cosparso s una superficie laccata di color nero, su cui sono leggermente incisi dei disegni, in modo tale da mettere in evidenza il contrasto tra i vari colori. Il Koda-ji makie era particolarmente in auge nell'era Momoyama.

#### Togidashimakie
Nel togidashimakie il disegno è inglobato sul fondo della laccatura, consentendo di ottenere l'effetto di far apparire la decorazione sotto un sottile strato d'acqua. 

#### Enashiji
Questa tecnica utilizzata specialmente per riprodurre fiori autunnali, utilizza per creare i disegni sulla superficie dell'oggetto da decorare sottili fogli di metallo prezioso, cosparsi di lacca, che vengono ulteriormente coperte da un sottile strato di lacca trasparente.

#### Harigoki
L'harigoki consiste nell'incidere le leggere linee dei disegni sulla superficie della laccatura, precedentemente cosparsa di metallo prezioso polverizzato. Anche questa tecnica è utilizzata prevalentemente per riprodurre il disegno dei fiori autunnali.